# Meinloh von Sevelingen

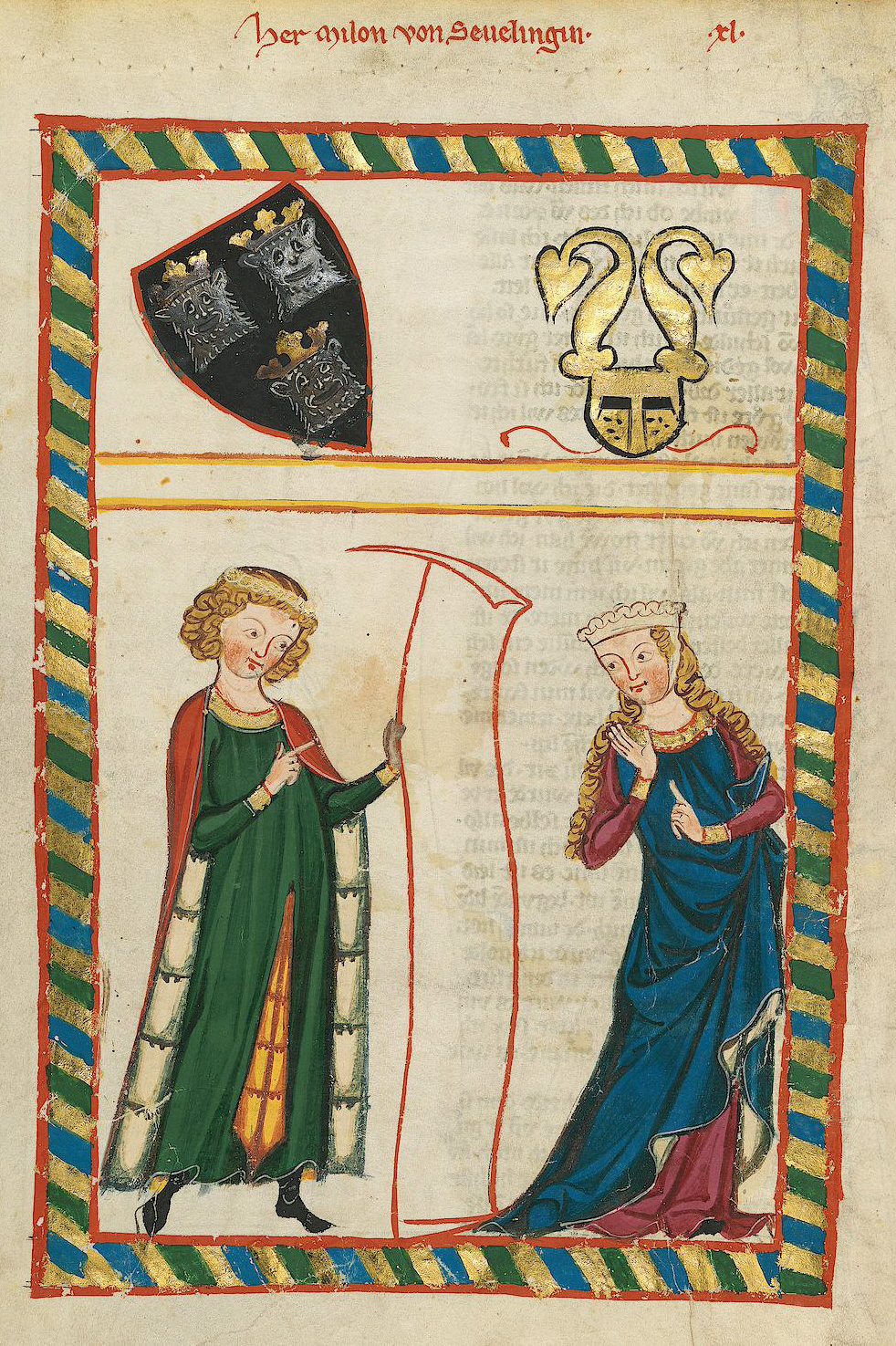
Darstellung des Meinloh von Sevelingen im Codex Manesse

Meinloh von Sevelingen lebte Mitte des 12. Jahrhunderts und war ein Minnesänger der Frühphase der Minnelyrik. Er gehört zu den frühesten Dichtern, deren Lieder im Codex Manesse gesammelt sind.

## Leben
Die genauen Lebensdaten von Meinloh von Sevelingen sind nicht bekannt. Man geht davon aus, dass er Mitte des 12. Jahrhunderts gelebt hat. Sevelingen ist das heutige Söflingen, heute ein Stadtteil der Stadt Ulm.
Die Herren von Sevelingen waren Ministeriale der Grafen von Dillingen, die 1258 den Klarissen das Kloster Söflingen vermachten.

## Werk und Einordnung
Meinloh von Sevelingen gilt als der älteste schwäbische Minnesänger.

## Gedenken
In Söflingen gibt es heute eine Meinloh-Straße, und auf dem Gemeindebrunnen ist Meinloh von Sevelingen als berühmter Musensohn des Ortes verewigt. Die Grundschule in Söflingen heißt Meinloh-Schule; in der Nähe befindet sich ein Festplatz, das Söflinger Meinloh-Forum.